# العلاقات الإسرائيلية الباكستانية
تشير العلاقات الإسرائيلية الباكستانية إلى العلاقات الثنائية بين جمهورية باكستان الإسلامية ودولة إسرائيل، التي تراوحت من عدم الاعتراف إلى التنسيق الوثيق خلال الحرب السوفييتية الأفغانية. تأسست كلتا الدولتين على أساس التصريحات الأيديولوجية (راجع نظرية الدولتين ووطن الشعب اليهودي) في عام 1947 من الإمبراطورية البريطانية. لم تتأسس العلاقات الدبلوماسية بين البلدين، ورفضت باكستان الاعتراف بإسرائيل. تستخدم باكستان وإسرائيل سفارتيهما في إسطنبول للتوسط أو تبادل المعلومات مع بعضهما. اعتُقِد أن باكستان استخدمت سفارتها في إسطنبول لتمرير معلومات حول جماعة إرهابية إلى إسرائيل وفقًا لويكيليس في عام 2010.

## التوتر السياسي

### المواقف الباكستانية تجاه إسرائيل
تلقت البعثة الدبلوماسية الإسرائيلية في واشنطن معلومات حول محاولة باكستان تقديم مساعدة عسكرية للعرب، بما في ذلك شائعات عن إرسال كتيبة باكستانية إلى فلسطين للقتال إلى جانبهم خلال حرب الاستقلال الإسرائيلية. اشترت باكستان 250,000 بندقية في تشيكوسلوفاكيا تبيّن أنها خُصِّصت للعرب. أصبح معروفًا أيضًا أن باكستان اشترت ثلاث طائرات في إيطاليا للمصريين.
شاركت القوات الجوية الباكستانية في حرب الأيام الستة عام 1967 وحرب يوم الغفران عام 1973. أسقط سيف الله أعظم، الذي كان طيارًا مقاتلًا باكستانيًا، أربع طائرات إسرائيلية على الأقل خلال حرب الأيام الستة. وقّعت باكستان ومنظمة التحرير الفلسطينية بعد حرب يوم الغفران اتفاقيةً لتدريب ضباط منظمة التحرير الفلسطينية في المؤسسات العسكرية الباكستانية. خدم متطوعون باكستانيون في منظمة التحرير الفلسطينية وأُسِر خمسون شخصًا منهم في أثناء حصار بيروت خلال حرب لبنان عام 1982.
واصلت باكستان وإسرائيل الانخراط في صراعات سرية في جميع أنحاء العالم. سمحت القيادة العليا الإسرائيلية بخطة قصف المنشآت النووية الباكستانية في كاهوتا بموافقة ودعم هنديَّين، وذلك عندما فشل الموساد في منع البرنامج النووي الباكستاني الملقب عالميًا بـ«القنبلة الإسلامية». اكتشفت وكالة الاستخبارات الباكستانية الخطة وأعدت إجراءات انتقامية.  لم يكن لدى مقاتلات إف 16 الباكستانية الوقود الكافي لتنفيذ مهام القصف في إسرائيل والعودة، ومن ثم توجه النظر إلى مهمة انتحارية باتجاه واحد.
وفقًا لمجلة تايم، قال المفكر الفرنسي برنار هنري ليفي إن دانييل بيرل، وهو أمريكي إسرائيلي، اغتيل على يد عناصر بدعم من المخابرات الباكستانية بسبب دوره المزعوم في جمع المعلومات التي تربط بين وكالة الاستخبارات الباكستانية والقاعدة. وفقًا لتقارير أخرى من بي بي سي وتايم، قطع مسلحون باكستانيون رأسه بسبب اعتقادهم أن دبيرل كان عميل تجسس إسرائيلي للموساد تغطى بدور صحفي أمريكي.
عارضت الأحزاب السياسية الدينية الباكستانية أيضًا، مثل الجماعة الإسلامية، وجماعة علماء الإسلام، والجماعات المتشددة مثل لشكر طيبة، بشدة أي علاقة مع إسرائيل، ووصفت إسرائيل مرارًا وتكرارًا بأنها عدو الإسلام وباكستان. منعت باكستان مواطنيها من الذهاب إلى إسرائيل، ووضعت على جميع جوازات السفر الباكستانية نقشًا مضمونه «يصلح جواز السفر هذا لجميع دول العالم باستثناء إسرائيل». 

### المواقف الإسرائيلية تجاه باكستان
في ثمانينيات القرن العشرين، قيل إن إسرائيل خططت لهجوم محتمل على مخزون القنابل في باكستان مع مساعدة هندية أو دونها. زعمت إسرائيل أنها خططت لهجوم مماثل على المنشآت النووية الباكستانية في كاهوتا بالتواطؤ مع الهند في الثمانينيات أيضًا بعد تدمير مفاعل نووي عراقي في عام 1981. بنت إسرائيل نموذجًا كاملًا لمنشأة كاهوتا في صحراء النقب حيث مارس طيارو سربي إف 16 وإف 15 هجمات وهمية، وذلك وفقًا لصور الأقمار الصناعية والمعلومات الاستخبارية.
ذكرت صحيفة ذي آيجان إيج أن الصحفيين أدريان ليفي وكاثرين سكوت كلارك قالا في كتابهما الخداع: باكستان، والولايات المتحدة، ومؤامرة الأسلحة العالمية إن سلاح الجو الإسرائيلي كان سيشن هجومًا جويًا على كاهوتا في منتصف ثمانينيات القرن العشرين من مطار جام نجر في ولاية كجرات في الهند. يدعي الكتاب «توقيع رئيسة الوزراء أنديرا غاندي على العملية التي قادتها إسرائيل، والتي وضعت الهند وباكستان وإسرائيل على بعد شعرة من مواجهة نووية في مارس عام 1984».
أكدت ورقة مكنير رقم 41 التي نشرتها الجامعة الجوية التابعة للقوات الجوية الأمريكية (فادها أن الهند تحبط التدمير الإسرائيلي «للقنبلة الإسلامية» الباكستانية) هذه الخطة. جاء في الورقة أيضًا «إيقاف الاهتمام الإسرائيلي بتدمير مفاعل كاهوتا الباكستاني لإحراق القنبلة الإسلامية، وذلك بسبب رفض الهند منح حقوق الهبوط وإعادة تزود الطائرات الحربية الإسرائيلية بالوقود في عام 1982». كانت هذه سياسة الهند تجاه جميع الطائرات والسفن العسكرية الأجنبية. أرادت إسرائيل من جانبها أن يكون هذا إضرابًا مشتركًا بين الهند وإسرائيل لتجنب تحملها المسؤولية وحدها.
تجنب رئيس الوزراء الإسرائيلي نتنياهو الخوف من عدم الشعور بالراحة من خلال إلغاء حجزه لتناول الطعام في مطعم سيرافينا في نيويورك، وذلك في نفس المطعم الذي كان رئيس وزراء باكستان ميان محمد نواز شريف أيضًا يتناول الطعام فيه في يوم الخميس 1 أكتوبر عام 2015، وذلك بسبب رأيه القاسي بشأن «وحشية إسرائيل السافرة في فلسطين». 

## تعاون المخابرات
قيل إن البلدين كليهما لديهما مديريات للتعامل مع بعضهما على مستوى استخباراتي، وذلك رغم الأعمال العدائية ضد بعضهما. يعود تاريخ التعاون الاستخباراتي الباكستاني الإسرائيلي إلى أوائل ثمانينيات القرن العشرين، وذلك عندما سمح الرئيس الباكستاني ورئيس أركان الجيش الجنرال محمد ضياء الحق لوكالة الاستخبارات الباكستانية بإقامة اتصالات مع الموساد الإسرائيلي. بُنيت مكاتب استخباراتية في سفارات البلدين الواقعة في واشنطن العاصمة حيث أدار كل من الموساد وجهاز المخابرات الباكستاني مع وكالة المخابرات المركزية عملية استمرت عقدًا من الزمن ضد السوفييت، وأطلقوا عليها الاسم الحركي الرمزي عملية سايكلون (الإعصار). نشرت إسرائيل في ظل هذه العملية الأسلحة سوفييتية الصنع للمتمردين الأفغان الذين يقاتلون الاتحاد السوفييتي في أفغانستان، وقدمت إسرائيل الأسلحة للجيش الباكستاني.
كشفت ويكيليكس عن نقل المخابرات الباكستانية معلوماتٍ استخباريةً إلى الموساد بشكل سري في برقية دبلوماسية أمريكية مفصح عنها. اعترضت وكالة المخابرات الباكستانية على المعلومات التي تفيد بأن المدنيين الإسرائيليين قد يكونون مستهدفين في هجوم إرهابي (يُزعم تبنيه من قبل الجماعات الإرهابية المدعومة من المخابرات الباكستانية) في الهند خلال شهري سبتمبر ونوفمبر عام 2008 (في أعقاب هجمات مومباي الإرهابية في 26 نوفمبر، التي شملت من بين أهدافها مركزًا يهوديًا يُسمى بيت ناريمان). أفادت الأنباء بأن الفريق الباكستاني أحمد شجاع باشا كان على اتصال مباشر بالموساد الإسرائيلي.
تحالفت إسرائيل وباكستان مع الولايات المتحدة والكتلة الغربية خلال الحرب الباردة، وذلك في الوقت الذي كانت فيه الهند متحالفة جزئيًا مع كتلة الاتحاد السوفييتي. دعمت الهند الغزو السوفييتي لأفغانستان ودعمت الزعيم الأفغاني المؤيد للسوفييت محمد نجيب الله. عارضت باكستان وإسرائيل الغزو السوفييتي، وزودت إسرائيل باكستان بالأسلحة لإعطائها للمتمردين الأفغان. استولت إسرائيل على الأسلحة من الجماعات الفلسطينية مثل منظمة التحرير الفلسطينية التي زودها السوفييت بالأسلحة.

## مقارنة بين البلدين
هذه مقارنة عامة ومرجعية للدولتين:
| وجه المقارنة                                              | إسرائيل                                                             | باكستان                     |
| --------------------------------------------------------- | ------------------------------------------------------------------- | --------------------------- |
| المساحة (كم2)                                             | 20.77 ألف                                                           | 881.91 ألف                  |
| عدد السكان (نسمة)                                         | 8.89 مليون                                                          | 197.02 مليون                |
| الكثافة السكانية (ن./كم²)                                 | 428.02                                                              | 223.4                       |
| العاصمة                                                   | تل أبيب                                                             | إسلام آباد                  |
| اللغة الرسمية                                             | اللغة العبرية، اللغة العربية                                        | لغة إنجليزية، اللغة الأردية |
| العملة                                                    | شيكل إسرائيلي جديد، شيكل إسرائيلي قديم، جنيه فلسطيني، جنيه إسرائيلي | روبية باكستانية             |
| الناتج المحلي الإجمالي (بليون دولار)                      | 350.85 مليار                                                        | 304.95 مليار                |
| الناتج المحلي الإجمالي (تعادل القوة الشرائية) بليون دولار | 306.51 مليار                                                        | 946.67 مليار                |
| الناتج المحلي الإجمالي الاسمي للفرد دولار أمريكي          | 35.73 ألف                                                           | 1.43 ألف                    |
| الناتج المحلي الإجمالي للفرد دولار أمريكي                 | 36.58 ألف                                                           | 4.81 ألف                    |
| مؤشر التنمية البشرية                                      | 0.899                                                               | 0.538                       |
| رمز المكالمات الدولي                                      | +972                                                                | +92                         |
| رمز الإنترنت                                              | .il                                                                 | .pk                         |
| المنطقة الزمنية                                           | توقيت إسرائيل، Israel Summer Time ‏                                  | ت ع م+05:00                 |

## منظمات دولية مشتركة
يشترك البلدان في عضوية مجموعة من المنظمات الدولية، منها:
| علم المنظمة | اسم المنظمة                               | تاريخ انضمام إسرائيل | تاريخ انضمام باكستان |
| ----------- | ----------------------------------------- | -------------------- | -------------------- |
|             | الأمم المتحدة                             | 11 مايو 1949         | 30 سبتمبر 1947       |
|             | منظمة التجارة العالمية                    | 21 أبريل 1995        | ?                    |
|             | منظمة الشرطة الجنائية الدولية             | ?                    | ?                    |
|             | المركز الدولي لتسوية المنازعات الاستشارية | 22 يوليو 1983        | 15 أكتوبر 1966       |
|             | الاتحاد الدولي للاتصالات                  | 24 يونيو 1948        | 26 أغسطس 1947        |
|             | الفريق المعني برصد الأرض                  | ?                    | ?                    |
|             | البنك الدولي للإنشاء والتعمير             | 12 يوليو 1954        | 11 يوليو 1950        |
|             | الاتحاد البريدي العالمي                   | ?                    | ?                    |
|             | مؤسسة التمويل الدولية                     | 26 سبتمبر 1956       | 20 يوليو 1956        |
|             | وكالة ضمان الاستثمار متعدد الأطراف        | 21 مايو 1992         | 12 أبريل 1988        |
|             | يونسكو                                    | 16 سبتمبر 1949       | 14 سبتمبر 1949       |

## وصلات خارجية
- موقع وزارة الخارجية الإسرائيلية
- موقع وزارة الخارجية الباكستانية